# Kungligt äktenskap
Ett kungligt äktenskap är ett äktenskap mellan två personer av kunglig ätt, men inte nödvändigtvis omedelbart i regerande kungafamilj.
Kungliga äktenskap har varit vanliga i Europa som uttryck för allianser mellan länder, inte sällan potentiella fiender, och för att många monarkier haft som krav att regenten gifter sig kungligt för att tronen ska kunna ärvas av dennes barn. Även om legala krav inte förelegat, har det funnits status med att inte gifta sig alltför mycket under sin rang utan helst med en person från en anrik kungaätt med prominent titel, och ju större förläning, desto finare.
Dessa äktenskap har i vissa fall lett till inavel, speciellt känt är fallet med huset Habsburg. Ofta var det föräldrarna till bägge barnen som kom överens och arrangerade äktenskapet med trolovning i barndomen, och brudens föräldrar kunde få betala en stor hemgift, ibland som en förläning. Bröllop hölls ofta då de kommit i puberteten och kunde skaffa arvtagare till tronen, så att dynastin fortlevde. Det var mycket vanligt att dessa äktenskap hade ganska föga romantik, och bägge parter kunde ofta ha utomäktenskapliga relationer. När förste sonen föddes i ett kungligt äktenskap, var det en stor händelse som kunde uppmärksammas i hela nationen. Avsaknad av manlig arvinge kunde få regenter att ta till desperata medel i sin strävan, exempelvis Henrik VIII av England.
I motsats till kungliga äktenskap är ett morganatiskt äktenskap ett äktenskap där en kunglighet gifter sig med en icke-kunglig person, varvid deras gemensamma barn (genom avtal) inte får några kungliga privilegier. Detta har varit vanligt i flera europeiska monarkier, men inte i Sverige. Det skedde att personer upphöjdes och adlades för att kunna få rätten att gifta sig med en adelsperson när kärlek uppstått. Detta gällde exempelvis Franz Liszt, som fick riddartitel av det skälet. I fallet med Edvard VIII av Storbritannien kunde regeringen inte acceptera ens Edvards föreslagna morganatiska äktenskap då hans käresta Wallis Simpson var tvåfaldigt frånskild och inte ansågs vara en hedervärd kungagemål, och därmed abdikerade Edvard för att kunna gifta sig med henne.
Det finns även andra icke-dynastiska äktenskap, där förhållandena per se gör att dynastin inte kan föras vidare, utan tronen kan gå till kungens äldste bror istället, den som står näst i tronföljdsrätt i släktträdet. Exempelvis kunde kungens konkubiner och frillor inte få dynastiska arvingar. Dock kunde regenter ibland ge förläningar till barn utanför kungligt äktenskap. Det förekom att en kung avsattes av sina underlydande, genom fiendekrav eller abdikerade av andra skäl. På samma sätt kunde även en person väljas till kung, och då var släktingar till en populär kung ett naturligt alternativ.
Personer i en ätt som blivit av med rätten till den kungliga tronen kan dock komma ifråga som legitim kunglig äktenskapspartner för regerande kungliga dynastier.